# Cultura dong son

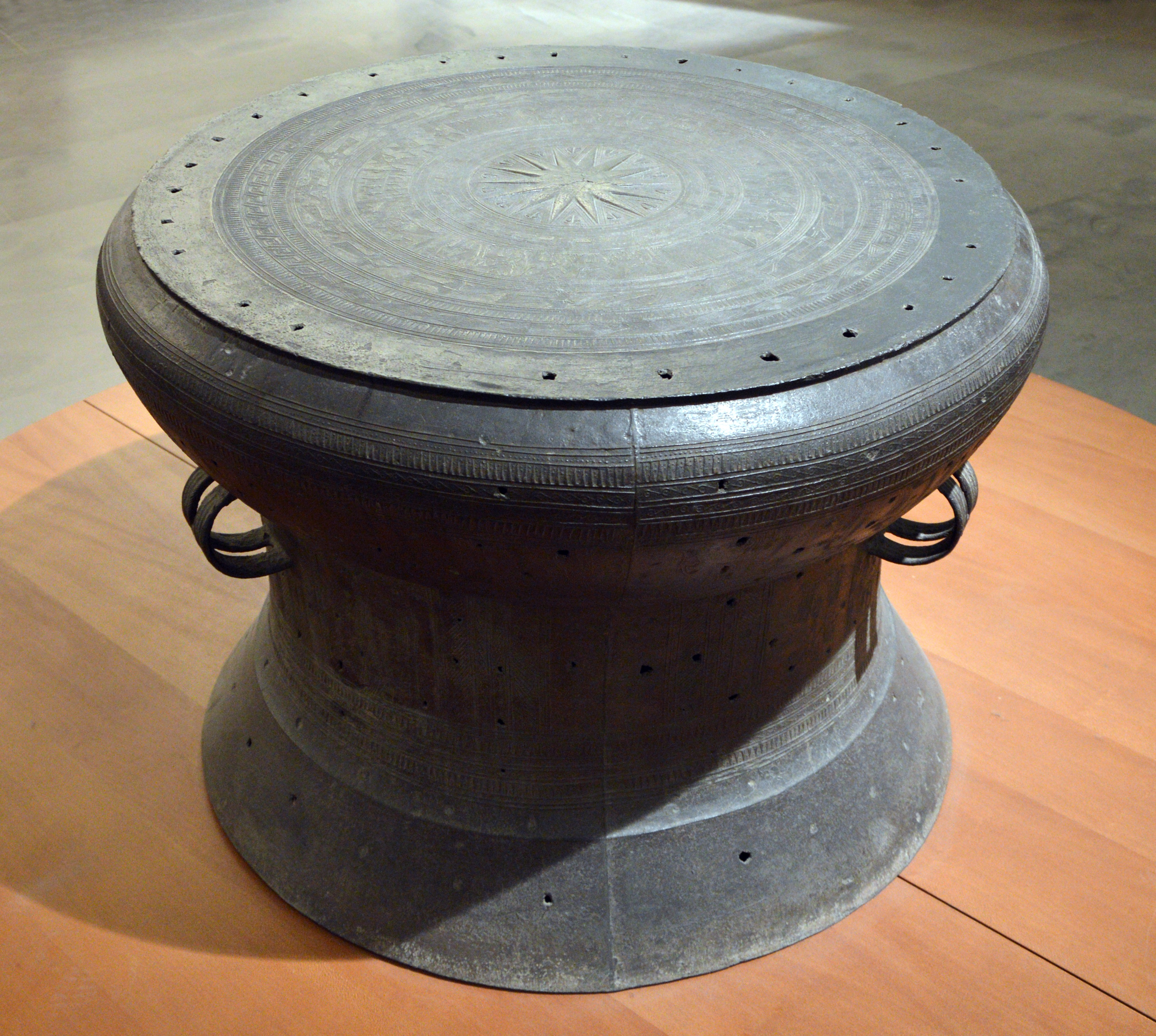
Tambor dong son de Sông Đà, Mường Lay, Vietnam. Cultura dong son II. Mediados del primer milenio a. C.

La cultura dong son (llamada así por Đông Sơn, una aldea de Vietnam) fue una cultura de la Edad del Bronce en el antiguo Vietnam centrada en el valle del río Rojo del norte de Vietnam desde el año 1000 a. C. hasta el  siglo I d. C. Fue la última gran cultura de Văn Lang y continuó hasta bien entrado el período del estado de Âu Lạc. Su influencia se extendió a otras partes del sudeste asiático, incluyendo el sudeste marítimo, desde aproximadamente 1000 a. C.hasta el 1 a. C.
El pueblo dong son, también conocido como lạc o lạc việt, era hábil en el cultivo de arroz, la cría de búfalos de agua y cerdos, la pesca y la navegación en largas piraguas. También eran hábiles fundidores de bronce con el método de moldeo a la cera perdida, lo que se evidencia en el tambor Dong Son que se encuentra ampliamente en todo el norte de Vietnam y el sur de China.
Al sur de la cultura dong son estaba la cultura de sa huỳnh de los proto-chams.

## Identidad
Según algunos estudiosos, la cultura de los dong son era más bien étnicamente li (un pueblo tai), austronesios, o ambos.
Por otra parte, Ferlus (2009) demostró que los inventos del mortero, el remo y la olla para cocinar arroz pegajoso, que es la principal característica de la cultura dong sơn, corresponden a la creación de nuevos léxicos para estos inventos en el norte de viético (Việt-Mường) y en el centro de viético (Cuoi-Toum). Se demostró que los nuevos vocabularios de estos inventos son derivados de los verbos originales y no elementos léxicos prestados. La distribución actual del viético del Norte también corresponde al área de la cultura dong son.
Así, Ferlus concluyó que la cultura dongsoniana era de origen vietnamita y que eran los antepasados directos del pueblo vietnamita moderno.
Además, John Phan (2013, 2016)) sostiene que el "chino medio annamés" y el viético septentrional se hablaba en el Valle del Río Rojo y que el annamés fue absorbido más tarde por el protovietnamita-muong coexistente, uno de cuyos dialectos divergentes evolucionó al idioma vietnamita.

## Orígenes

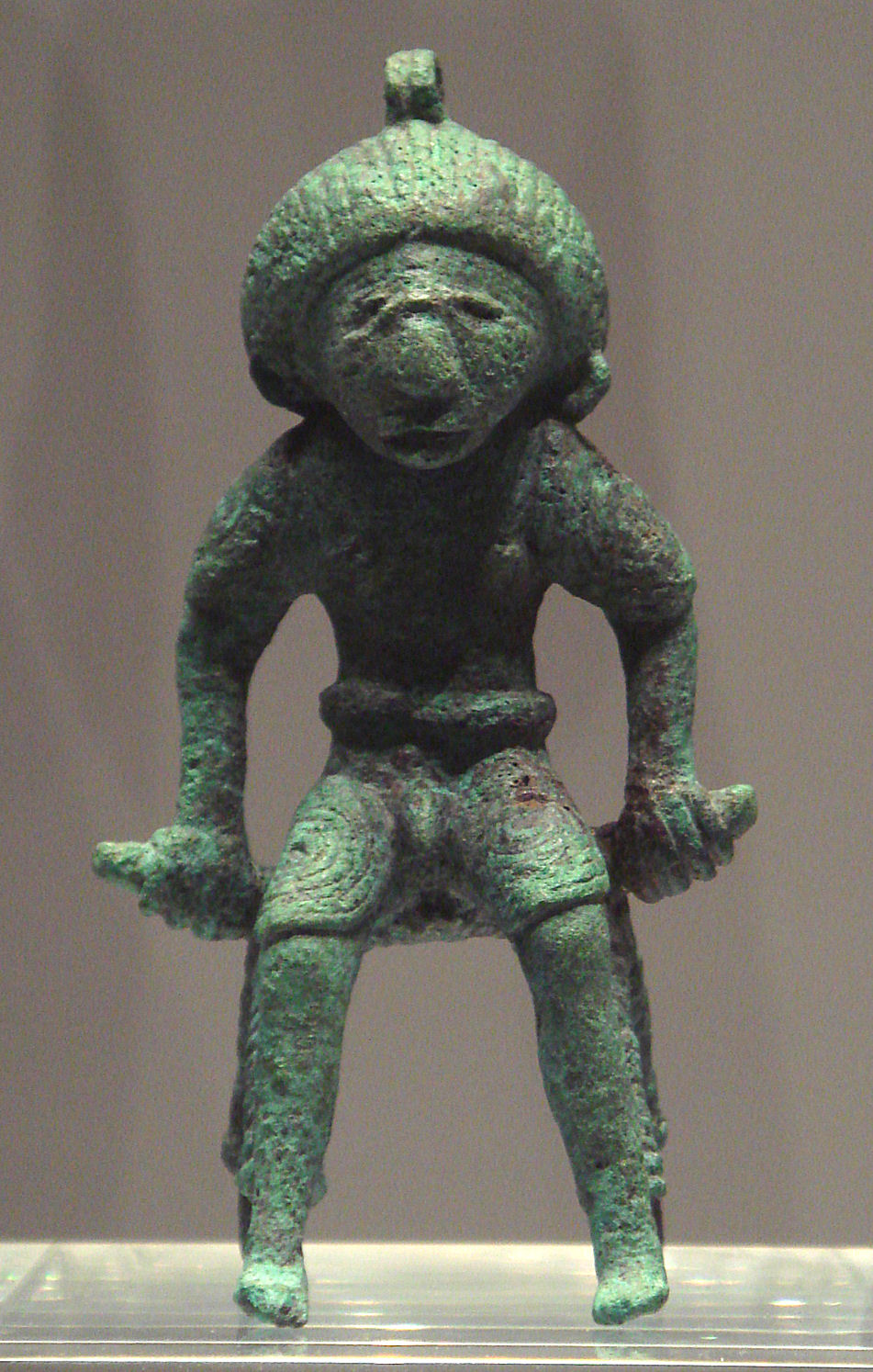
Figurilla de bronce de la cultura dong son de la actual Tailandia.

Los orígenes de la cultura de dong son se remontan a las antiguas fundiciones de bronce. Sin embargo, según descubrimientos arqueológicos en Tailandia del Nordeste,  en la década de 1970, la fundición de bronce comenzó primero en el sudeste asiático. La industria del bronce de dong son tiene un origen local, equivalente en el tiempo a la cultura gò mun, 700-500 a. C. Esto incluye hachas, puntas de lanza y cuchillos de bronce.
Los tambores de bronce se usaban para la guerra, «el jefe convoca a los guerreros de la tribu golpeando el tambor», cuando estaban de luto y durante las fiestas. «Las escenas proyectadas en los tambores nos informarían que los líderes de dong son tenían acceso a fundidores de bronce de notable habilidad». La fundición a la cera perdida se basaba en los fundidores chinos, pero las escenas son locales, incluyendo tambores y otros músicos, guerreros, procesamiento de arroz, pájaros, ciervos, naves de guerra y diseños geométricos.
Los tambores de bronce se fabricaron en proporciones significativas en el norte de Vietnam y en partes de Yunnan. Los tambores de bronce de dong son exhiben una «notable habilidad.» El tambor encontrado en la ciudadela de Cổ Loa pesa 72 kilogramos y habría requerido la fundición de entre 1 y 7 toneladas de mineral de cobre.